# Logan Lake
Logan Lake est une municipalité de district située dans la province de la Colombie-Britannique, dans le centre-sud.

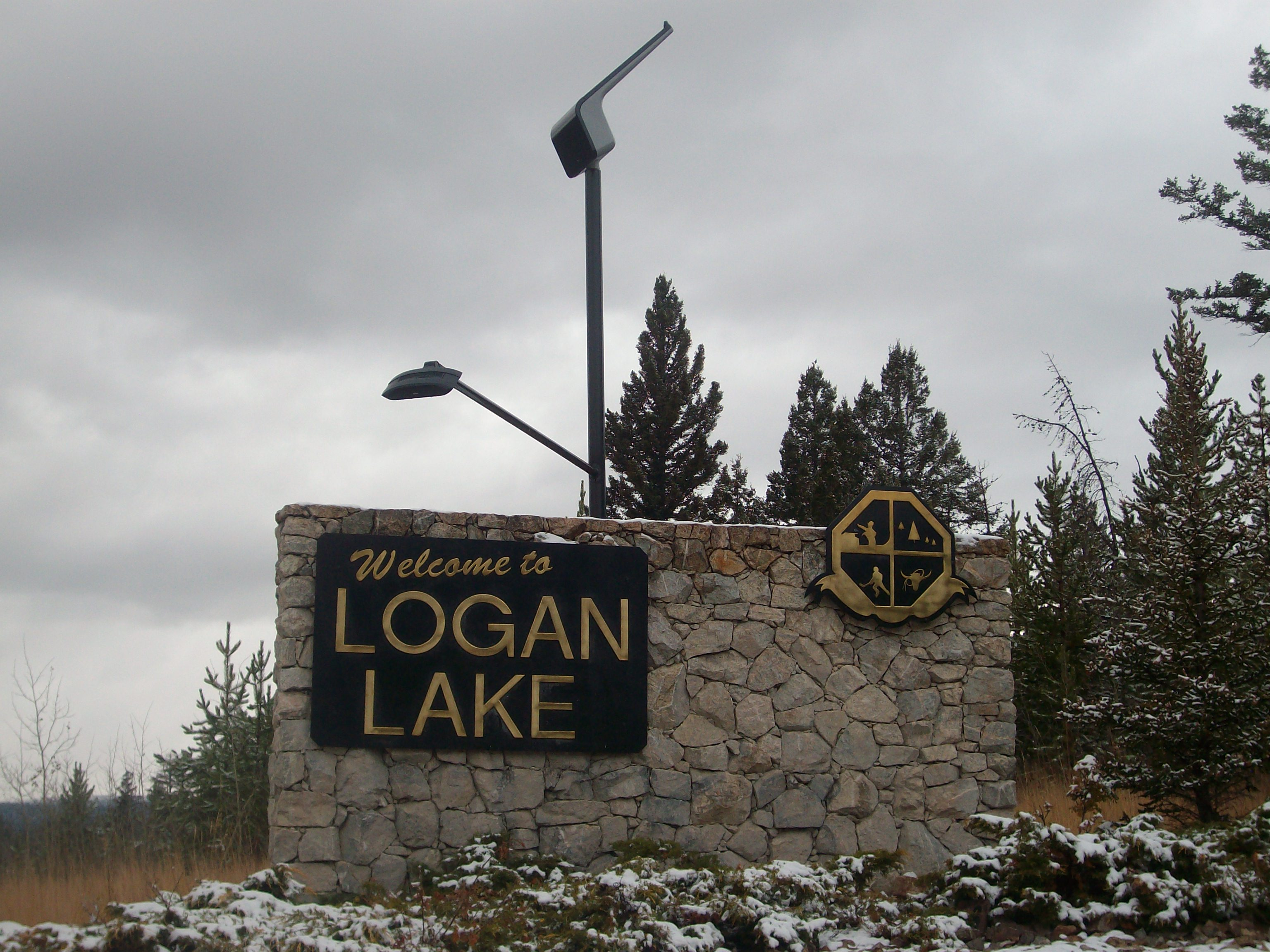
Panneau de bienvenue de Logan Lake